# Finanzausgleich (Deutschland)
Unter Finanzausgleich versteht man das in der Finanzverfassung des Grundgesetzes (GG) geregelte finanzverfassungsrechtliche Ordnungs- und Verteilungssystem, das die finanziellen Beziehungen in Form von Ausgaben und Einnahmen zwischen den Gebietskörperschaften zum Inhalt hat. Insbesondere ist hierunter die Steuerverteilung der Steuereinnahmen vom Bund an die Länder und von diesen an die Gemeinden zu verstehen.

## Einleitung
Steuern spielen in Deutschland für die Finanzierung der öffentlichen Aufgaben eine tragende Rolle. Mindestens genauso wichtig wie ihre Erhebung ist daher die Frage ihrer Verteilung. In Zeiten von immer größer werdenden staatlichen Ausgaben stellt die Ausstattung der einzelnen Ebenen mit ausreichend finanziellen Mitteln eine Herausforderung dar. Nicht umsonst ist die Frage der Steuerverteilung ein Streitpunkt, der bereits fünfmal vor dem Bundesverfassungsgericht entschieden und im Laufe der Zeit mehrfach angepasst wurde. Im föderalen System ist eine klare Verteilung wichtig, um die Eigenständigkeit von Bund, Ländern und Gemeinden zu gewährleisten.

## Entscheidungen des BVerfG
Minimal- und Maximalausgleich wurden verfassungsrechtlich durch Leitlinien des BVerfG auf der Grundlage finanzwissenschaftlicher Gutachten festgelegt. Die Entscheidungen gehen detailliert sowohl auf die Mindesterfordernisse als auch die Grenzen des Ausgleichssystems ein und bestimmen konkret, wie der Verteilungsprozess verfassungskonform vorzunehmen ist. Einerseits darf das Ausgleichssystem nicht dazu führen, dass der Bund die Ergänzungszuweisungen dazu benutzt, leistungsschwachen Ländern eine überdurchschnittliche Finanzkraft zu verschaffen. Die Solidarität zwischen den Gliedstaaten im Bundesstaat soll die Unterschiede mindern, aber nicht einebnen (Nivellierungsverbot). Deshalb spricht das Maßstäbegesetz von der Annäherung der Finanzkraft (§ 6). Wo genau die Grenze liegt, bleibt weiterhin offen; eine Anhebung der finanzschwachen Länder auf 95 % der durchschnittlichen Länderfinanzkraft erschien dem BVerfG jedenfalls vertretbar. Andererseits wurden zusätzliche „Sanierungsbeiträge“ an die hochverschuldeten Stadtstaaten Berlin und Bremen verneint; dies allerdings nur mit dem Hinweis, dass eine Bundeshilfe noch nicht als einzig verbliebene Option zu erkennen und ein bundesstaatlicher Notstand nicht feststellbar sei.

## Ziele
Durch den jährlichen Finanzausgleich soll erreicht werden, dass die jeweilige Staatsebene bis hin zur Gemeinde angemessen – unter Berücksichtigung ihrer eigenen Steuereinnahmen – an den übrigen Steuereinnahmen beteiligt wird, damit sie die ihr zugewiesenen Aufgaben finanzieren und damit erfüllen kann. Dem horizontalen Ausgleich kommt die Aufgabe zu, die Ergebnisse der primären Steuerverteilung unter den Ländern zu korrigieren, soweit sie auch unter Berücksichtigung der Eigenstaatlichkeit der Länder aus dem bundesstaatlichen Gedanken der Solidargemeinschaft, des bündischen Einstehens füreinander, unangemessen erscheinen. Das bündische Prinzip ist zugleich Grundlage und Grenze der Hilfeleistungspflichten. Außerdem ist der Finanzausgleich die wesentliche materielle Grundlage dafür, dass ein Insolvenzverfahren nach § 12 Insolvenzordnung bei Bund, Bundesländern und Gemeinden sowie bei den meisten Anstalten und Körperschaften des öffentlichen Rechts unzulässig ist (Insolvenzunfähigkeit). Damit wird deren Gläubigern das Insolvenz- und Repartierungsrisiko ihrer Forderungen abgenommen. Das wiederum ist die Grundlage für den Kommunalkredit der Kreditinstitute.

## Bedeutung für Bund, Länder und Kommunen
Die Bundesrepublik Deutschland ist gem. Art. 20 Abs. 1 GG ein Bundesstaat, welcher in 16 Bundesländer gegliedert ist. Die Finanzverfassung, insbesondere die Ertragsverteilung hat in dieser föderalen Ordnung, welche die Aufgaben- und Machtteilung zwischen dem Bund als Gesamtstaat und den Ländern als Gliedstaaten mit den Kommunen vorsieht, eine bedeutende Stellung. Bund und Ländern sind per Grundgesetz Aufgaben zugewiesen, für welche sie gem. Art. 104a GG mit ausreichend finanziellen Mitteln zur eigenständigen und eigen-verantwortlichen Aufgabenwahrnehmung ausgestattet werden müssen. Durch diese Ausstattung soll ein gesichertes finanzielles Fundament für die in Art. 109 Abs. 1 GG erwähnte selbstständige und unabhängige Haushaltspolitik von Bund und Ländern gewährleistet werden. Den Kommunen wird über den Art. 28 Abs. 2 GG die Selbstverwaltung garantiert. Diese Selbstverwaltungsgarantie wird in Art. 28 Abs. 2 S. 3 GG durch eine angesprochene finanzielle Eigenverantwortung nochmals konkretisiert. Aus diesem Grund wird ihnen in Art. 106 GG ein eigener Anteil am Steueraufkommen zugewiesen. Ungeachtet dessen stellen die Kommunen aber keine dritte Staatsebene dar, sondern sind den Ländern zugeordnet.

## Geschichtliche Entwicklung der Art. 106 GG und Art. 107 GG
Die geschichtliche Entwicklung der Finanzverfassung und damit insbesondere die des Art. 106 GG findet ihren Ursprung bereits im Kaiserreich im Jahr 1871. Art. 107 GG hat keine direkte Vorgängervorschrift, ist jedoch eng mit der Entwicklung des Art. 106 GG verflochten. In der Reichsverfassung 1871 verfügte der Bund lediglich über die Zölle sowie gemeinschaftliche Verbrauch-steuern, das heißt die Länder hatten neben der Steuergesetzgebung auch die Ertragshoheit inne.
Mit der Verfassung der Weimarer Republik 1919 und vor allem aufgrund der Kriegsfolgelasten lag die Ertragshoheit fortan beim Bund. Der Bund erhob nun neben dem Zollwesen auch die Reichseinkommensteuer sowie die Verbrauchs- und Verkehrssteuern, während den Ländern und Gemeinden lediglich die kommunalen Realsteuern sowie die örtlichen Verbrauchs- und Aufwandsteuern blieben. Die Frage eines Ausgleichs wurde erstmals auf-geworfen, jedoch nicht auf Verfassungsebene, sondern einfachgesetzlich geregelt.
Um die Abhängigkeit einer Staatsebene zu vermeiden, wies der Parlamentarische Rat 1948/1949 sowohl dem Bund als auch den Ländern einen eigenen Anteil am Steueraufkommen zu. In der Urfassung des Art. 106 GG standen dem Bund in Absatz 1 die indirekten Steuern sowie die Umsatzsteuer zu. Der Absatz 2 wies den Ländern die direkten Steuern, allen voran die Einkommens- und Körperschaftsteuer zu, an welchen der Bund jedoch anteilig beteiligt war. Die Absätze 3 und 4 befassten sich mit dem Ausgleich zwischen den Ländern, wobei gerade der Absatz 4 als Vorgängervorschrift des heutigen Art. 107 GG gesehen werden kann. Die Urfassung des Art. 107 GG war lediglich eine Übergangsvorschrift des Art. 106 GG.
Die befristeten Urfassungen verloren mit dem Finanzverfassungsgesetz von 1955 ihre vorübergehende Funktion. Neben nun nummerierten Katalogen in den Absätzen 1 und 2 des Art. 106 GG benannten die neuen Absätze 3 bis 5 die vorher den Ländern zustehende Einkommens- und Körperschaftsteuer nun als Gemeinschaftssteuern. Der ehemalige Art. 106 Abs. 4 GG wurde durch den neuen Art. 107 GG ersetzt. Dieser befasste sich erstmals auf Verfassungsebene mit dem Länderfinanzausgleich und den Bundesergänzungszuweisungen.
Durch den im Jahr 1956 neu gestalteten Absatz 6 des Art. 106 GG wurden den Kommunen die bislang den Ländern zustehenden Realsteuern sowie ein vom Länderanteil weiterzureichender Anteil an der Einkommens- und Körperschaftsteuer übertragen.
Weitere umfassende Änderungen ergaben sich durch das Finanzreformgesetz in 1969. Die vorher nur dem Bund zustehende Umsatzsteuer wurde zur Gemeinschaftssteuer und damit dem Absatz 3 des Art. 106 GG zugeordnet. Zudem wurden die Kommunen nochmals gestärkt, da ihnen von nun an auch ein bundesgesetzlicher Anteil an der Einkommensteuer (Art. 106 Abs. 5 GG) und die Verbrauchs- und Aufwandsteuern (Art. 106 Abs. 6 GG) zugewiesen wurden. Durch die Änderungen des Art. 106 GG wurde auch der Art. 107 GG angepasst. Im ersten Absatz des Art. 107 wurden die Regelmaßstäbe für die Einkommens- und Körperschaftsteuer (örtliches Aufkommen) und für die Umsatzsteuer (zweigeteilter Maßstab) festgeschrieben, gleichzeitig im Absatz 2 die unterschiedliche Finanzkraft der Länder unterstrichen.
Fortan wurde der Art. 106 GG in den Jahren 1995, 1997 und letztmals 2009 mit der Übernahme der Kfz-Steuern durch den Bund und dem damit eingeführten Art. 106b GG zur Kompensation geändert. Der Länderfinanzausgleich in Art. 107 GG wurde 2017 im Rahmen der Verfassungsänderung umfassend mit Wirkung für 2020 in die heutige Fassung geändert.
Das Bundesverfassungsgericht urteilte bereits fünf Mal (1952, 1986, 1992, 1999 und 2006) über den Finanzausgleich, wobei insbesondere die letzten beiden Urteile den Anstoß für die Verfassungsänderung 2017 darstellen.

## Steuerertragshoheit
Die Steuerertragshoheit wird in Art. 106 GG geregelt und befasst sich mit der Verteilung des Steueraufkommens. In Deutschland wird das Aufkommen der verschiedenen Steuerarten in einem Mischsystem aus Verbund- und Trennsystem verteilt. Das Trennsystem weist das Aufkommen von festgelegten Steuerarten ausschließlich dem Bund (Art. 106 Abs. 1 GG) oder den Ländern (Art. 106 Abs. 2 GG) zu. Beim Verbundsystem werden hingegen bestimmte Steuerarten, die sogenannten Gemeinschaftssteuern, dem Bund und den Ländern und Gemeinden nach einem Verteilungsschlüssel gemeinsam zugeordnet. Bei diesen Gemeinschaftssteuern handelt es sich um die ertragreichsten Steuern, die Einkommen-, Umsatz- und Körperschaftsteuer, welche in Art. 106 Abs. 3 und Abs. 4 GG normiert sind. Wie wichtig gerade das Verbundsystem für das föderale System ist, zeigen die verschiedenen Anteile am Steueraufkommen. Im Jahr 2021 hatten die Gemeinschaftssteuern in Deutschland einen Anteil in Höhe von 82,3 %, wohingegen der Anteil der Bundessteuern (12,9 %) und Landessteuern (4,2 %) lediglich 17,1 % von den Steuereinnahmen betrugen.
Dass für die Ertragsverteilung hauptsächlich nur Steuern angewandt werden, liegt daran, dass diese gem. § 3 Abs. 1 AO ohne Gegenleistung erhoben werden. Gebühren und Beiträge stellen zwar auch öffentliche Abgaben dar, kommen jedoch durch ihre Gegenleistungsabhängigkeit nicht für eine Finanzkompensation der einzelnen Staatsebenen in Betracht.

## Arten
Dabei wird unterschieden zwischen dem primären und sekundären sowie dem horizontalen und vertikalen Finanzausgleich. Beim primären Ausgleich werden die zu transferierenden Steuererträge durch Gesetz zugewiesen, wobei genau geregelt wird, wer welchen Steueranteil erhält. Der sekundäre Finanzausgleich regelt sodann die Steuerumverteilung nach bestimmten Schlüsseln, um Härten des primären Ausgleichs zu vermeiden. Der horizontale Finanzausgleich betrifft den Ausgleich mehrerer gleichgeordneter Einheiten untereinander (Land/Land), während der vertikale zwischen über- und untergeordneten Gebietskörperschaften stattfindet (Bund/Land, Land/Gemeinden). Dieses Verteilungssystem ist im GG für die einzelnen Arten des Finanzausgleichs wiederzufinden:
| Art                        | vertikaler Finanzausgleich | horizontaler Finanzausgleich |
| -------------------------- | -------------------------- | ---------------------------- |
| primärer Finanzausgleich   | Art. 106 Abs. 3 + 4 GG     | Art. 107 Abs. 1 GG           |
| sekundärer Finanzausgleich | Art. 107 Abs. 2 Satz 3 GG  | Art. 107 Abs. 2 Satz 1+2 GG  |

Hieraus ergeben sich folgende systematische Kombinationen. Der primäre/vertikale Finanzausgleich legt die Ertragszuweisung Bund/Länder fest, während im primären/horizontalen Finanzausgleich eine grundsätzliche Aufteilung der Landessteuern (zuzüglich Länderanteil an der Einkommen- und Körperschaftsteuer) unter den Ländern erfolgt. Beim sekundären/vertikalen Ausgleich kann der Bund auf die finanzschwachen Länder Bundes-Ergänzungszuweisungen verteilen, während der sekundäre/horizontale Finanzausgleich nach der primären/vertikalen Ertragszuweisung eine begrenzte Steuerumverteilung unter den Ländern zum Ausgleich der unterschiedlichen Finanzkraft der Länder vorsieht.
Neben diesem aktiven Finanzausgleich gibt es noch einen passiven Finanzausgleich, der aus der Verteilung der öffentlichen Aufgaben auf die einzelnen Aufgabenträger besteht. Mit öffentlichen Aufgaben sind nach dem Urteil des BVerfG vom Dezember 1974 „die Aufgaben gemeint, an deren Erfüllung ein gesteigertes Interesse der Gemeinschaft besteht, die aber so geartet sind, dass sie weder im Wege privater Initiative wirksam wahrgenommen werden können noch zu den im engeren Sinn staatlichen Aufgaben zählen, die der Staat selbst durch seine Behörden wahrnehmen muss“. Im föderalen System werden nicht sämtliche öffentliche Aufgaben durch den Bund erledigt, sondern dieser lässt beispielsweise im Rahmen der Auftragsverwaltung öffentliche Verwaltungsaufgaben durch untergeordnete Träger der öffentlichen Verwaltung wahrnehmen. Durch diese Delegation verschiebt er jedoch auch die Kosten für die Wahrnehmung der Aufgaben auf diese untergeordneten Träger. Im Rahmen des Konnexitätsprinzips trägt der die Aufgaben wahrnehmende Bereich auch die Kosten, auf deren Erstattung durch den delegierenden Bereich er einen Anspruch hat (Art. 104a Abs. 2 GG). Hieraus folgt letztlich der aktive Finanzausgleich.

## Vertikaler Finanzausgleich
Der primäre/vertikale Finanzausgleich legt fest, welche Steuern bzw. Anteile an den Steuereinnahmen Bund und Ländern zustehen. Beim sekundären/vertikalen Ausgleich kann der Bund an die finanzschwachen Länder Bundes-Ergänzungszuweisungen verteilen.

## Horizontaler Finanzausgleich
Dem horizontalen Ausgleich kommt die Aufgabe zu, die Ergebnisse der primären Steuerverteilung unter den Ländern zu korrigieren, soweit sie auch unter Berücksichtigung der Eigenstaatlichkeit der Länder aus dem bundesstaatlichen Gedanken der Solidargemeinschaft, des bündischen Einstehens füreinander, unangemessen erscheinen. Das bündische Prinzip ist zugleich Grundlage und Grenze der Hilfeleistungspflichten. Außerdem ist der Finanzausgleich die wesentliche materielle Grundlage dafür, dass ein Insolvenzverfahren nach § 12 Insolvenzordnung bei Bund, Bundesländern und Gemeinden sowie bei den meisten Anstalten und Körperschaften des öffentlichen Rechts unzulässig ist (Insolvenzunfähigkeit). Damit wird deren Gläubigern das Insolvenz- und Repartierungsrisiko ihrer Forderungen abgenommen. Das wiederum ist die Grundlage für den Kommunalkredit der Kreditinstitute.
Der sekundäre/horizontale Finanzausgleich regelt die Steuerumverteilung unter den Ländern zum Ausgleich der unterschiedlichen Finanzkraft der Länder.

## Kommunaler Finanzausgleich
Der kommunale Finanzausgleich sichert in Deutschland den Gemeinden und Gemeindeverbänden entsprechend Art. 28 Abs. 2 Grundgesetz die finanziellen Grundlagen ihrer Selbstverwaltung. Dazu regeln die Länder in jeweils eigenen Landesgesetzen die Verteilung von Landesmitteln an die Kommunen und die Umverteilung von Mitteln zwischen den Kommunen. Die Ausgestaltung des kommunalen Finanzausgleichs unterscheidet sich zwischen den Ländern sehr stark.
Nach Art. 106 Abs. 7 GG müssen die Länder einen prozentualen Anteil der ihnen zustehenden Gemeinschaftsteuern an die Kommunen weiterleiten. Die Höhe dieses Anteils wird durch Landesgesetz festgelegt. Bezweckt ist, die kommunale Ebene an den Steuereinnahmen von Bund und Ländern zu beteiligen und damit die kommunale Aufgabenerfüllung zu ermöglichen.
Der kommunale Finanzausgleich verfolgt ähnlich dem Länderfinanzausgleich das Ziel, einerseits den Ausgleich zwischen dem Land und seinen Kommunen sicherzustellen (vertikaler Finanzausgleich) und andererseits den Ausgleich zwischen unterschiedlich finanzstarken Kommunen (horizontaler Finanzausgleich). Beim vertikalen Finanzausgleich ist die unterschiedliche Finanzkraft der einzelnen Kommunen zu berücksichtigen (Beispiel: wegbrechende eigene Einnahmen, z. B. Gewerbesteuer, sollen durch den Finanzausgleich kompensiert werden, um die Erfüllung kommunaler Aufgaben weiter gewährleisten zu können). Die Städte, Gemeinden und Kreise in Deutschland erwirtschafteten 2017 und 2018 historische Überschüsse, während die Kassenkredite schrumpften. Dennoch nahmen die wirtschaftlichen Unterschiede zwischen starken und schwachen Kommunen immer größere Ausmaße an.

### Funktionsweise
Der kommunale Finanzausgleich (KFA) beruht auf einem Landesgesetz, das je nach Bundesland „Finanzausgleichsgesetz“ oder „Gemeindefinanzierungsgesetz“ heißt; es wird vom Land in der Regel gemeinsam mit dem Landeshaushalt verabschiedet. Der KFA wird in mehreren Schritten entwickelt:
- Zunächst wird die Gesamtsumme der für den KFA bereitgestellten Mittel errechnet (Verbundmasse; die Bezeichnung ergibt sich aus dem Begriff „Steuerverbund“, der durch den Finanzausgleich zwischen Land und Gemeinden hergestellt wird). Sie ergibt sich als prozentualer Anteil der Landeseinnahmen an den Gemeinschaftssteuern, teils auch an bestimmten Landessteuern oder am Länderfinanzausgleich (Verbundquote). In vielen Bundesländern wird dieser Betrag zunächst in feste Teilbeträge aufgeteilt, es werden also getrennte Verbundmassen für kreisangehörige Gemeinden, kreisfreie Städte und Landkreise gebildet.

- Als Nächstes wird für jede Kommune die Steuerkraftsumme festgestellt. Sie ergibt sich aus den Steuereinnahmen pro Kopf. Dabei werden Steuern, für die ein Hebesatz gilt (Grund- und Gewerbesteuer), auf einen fiktiven, einheitlichen Hebesatz (sog. Referenzsteuersatz) normiert.

- Dieser Steuerkraft wird ein Finanzbedarf pro Kopf gegenübergestellt. In den meisten Flächenländern (Ausnahme: Bayern, Mecklenburg-Vorpommern) werden die Gemeinden dabei in Größenklassen eingeteilt; bei größeren Gemeinden wird die Einwohnerzahl mit einem Faktor (Hauptansatzfaktor) rechnerisch erhöht („Einwohnerveredelung“). Damit wird der Tatsache Rechnung getragen, dass größere Gemeinden überproportional höhere Infrastrukturkosten haben und Leistungen auch für das Umland bereitstellen. Der Finanzbedarf wird so festgesetzt, dass bei den folgenden Schritten die Verbundmasse verbraucht wird. In manchen Bundesländern werden für bestimmte kommunale Aufgaben (z. B. Schülerbeförderung, Kultur) Sonderbedarfe hinzugerechnet (Nebenansätze). Bei Landkreisen geht oft auch die Fläche in die Bedarfsermittlung ein.

- Für jede Kommune kann jetzt die Differenz zwischen Finanzkraft und Finanzbedarf errechnet werden. Bei den meisten Kommunen ist der Finanzbedarf höher als die Steuerkraft, so dass ihnen ein Ausgleich zusteht. Sind beide Beträge gleich oder ist die Finanzkraft höher, so erhält die Gemeinde keinen Ausgleich (abundante Gemeinde), muss jedoch in den meisten Bundesländern auch nichts abgeben, so dass es in diesen Ländern keinen horizontalen Finanzausgleich unter den Kommunen gibt. Brandenburg und Schleswig-Holstein sehen hingegen zusätzlich eine Finanzausgleichsumlage der erheblich leistungsfähigen, abundanten Gemeinden vor, die teilweise dem jeweiligen (Land-)Kreis zufließt und teilweise in die Verbundmasse für das Folgejahr eingeht.

- Dieser Bedarf wird zu einem bestimmten Anteil (je nach Bundesland zwischen 55 und 90 %; in Bayern 50 % für Landkreise) ausgeglichen.

Die so errechneten Beträge erreichen die Gemeinden als Schlüsselzuweisungen (weil sie nach dem genannten Schlüssel berechnet werden). Diese Mittel sind, da sie aus Landessteuern und der Finanzausgleichsumlage stammen, ebenso wie die kommunalen Steuereinnahmen frei verwendbar und nicht zweckgebunden.
In vielen Bundesländern wird ein Teil der Verbundmasse vorab abgezweigt und nach anderen Kriterien verteilt. Dazu gehören auch die Zweckzuweisungen, die meist für Investitionen bestimmt sind.
In einigen Bundesländern wird ein kleiner Teil der Verbundmasse für solche Gemeinden reserviert, die sich in einer Haushaltsnotlage befinden, z. B. mehrere Jahre nacheinander den Haushalt nicht ausgleichen konnten. Diese Mittel werden auf Antrag als sogenannte Fehlbetragszuweisungen oder (Sonder-)Bedarfszuweisungen vergeben.
Die genannten Zuweisungsarten – Schlüssel-, Zweck- und Bedarfszuweisungen – bilden gemeinsam den kommunalen Finanzausgleich. Die im Detail unterschiedlichen Regelungen erschweren den Vergleich zwischen den Bundesländern sehr. So existieren z. B. in Schleswig-Holstein Gemeindesonderschlüsselzuweisungen, die neben die üblichen Schlüsselzuweisungen treten. Hinzu kommt, dass jedes Land auch außerhalb des KFA Mittel an die Gemeinden zahlt, beispielsweise im Rahmen von Förderprogrammen.

### Finanzausgleichsgesetz
Das Gesetz über den Finanzausgleich zwischen Bund und Ländern (Finanzausgleichsgesetz – FAG) regelt die Ausgleichsansprüche und die Ausgleichsverbindlichkeiten im Detail. Die Leitlinien des GG wurden durch drei Urteile des BVerfG konkretisiert. Es forderte zunächst, dass durch ein Maßstäbe- und ein Finanzausgleichsgesetz die allgemein gehaltenen Bestimmungen des GG festgelegt werden müssen, wobei dem Maßstäbegesetz Vorrang zukomme. Zweck des Maßstäbegesetzes ist die Rationalisierung und Entpolitisierung des Finanzausgleichs. Die Urteile gehen sowohl auf die Mindesterfordernisse als auch die Grenzen des Ausgleichssystems ein und bestimmen, wie der Verteilungsprozess verfassungskonform vorzunehmen ist. Einerseits darf das Ausgleichssystem nicht dazu führen, dass der Bund die Ergänzungszuweisungen dazu benutzt, leistungsschwachen Ländern eine überdurchschnittliche Finanzkraft zu verschaffen. Die Solidarität zwischen den Gliedstaaten im Bundesstaat soll die Unterschiede mindern, aber nicht einebnen (Nivellierungsverbot). Deshalb spricht das Maßstäbegesetz von der Annäherung der Finanzkraft (§ 6). Wo genau die Grenze liegt, bleibt weiterhin offen; eine Anhebung der finanzschwachen Länder auf 95 % der durchschnittlichen Länderfinanzkraft erschien aber dem BVerfG jedenfalls vertretbar. Andererseits wurden zwar zusätzliche „Sanierungsbeiträge“ an die hochverschuldeten Stadtstaaten Berlin und Bremen verneint; dies jedoch nur mit dem Hinweis, dass eine Bundeshilfe noch nicht als einzig verbliebene Option zu erkennen und ein bundesstaatlicher Notstand nicht feststellbar sei.

## Verhältnis zur Europäischen Union
Die Europäische Union (EU) finanziert sich zu einem großen Teil, nämlich zu 90 % aus Eigenmitteln. Zu diesen Mitteln zählen unter anderem die traditionellen Eigenmittel, also beispielsweise Zölle und Zuckerabgaben. Circa 10 % dieser Mittel werden durch die sogenannten Mehrwertsteuer-Eigenmittel vereinnahmt. Dabei wird ein gewisser Prozentsatz der Umsatzsteuereinnahmen der Mitgliedstaaten an die Union gezahlt. Mit dem Eigenmittelbeschluss 1970 wurde ein Anteil von 1 %, aber maximal 1,4 % der Umsatzsteuereinnahmen festgelegt, den jeder Mitgliedstaat an die EU zahlen musste. Heute muss Deutschland nur noch 0,15 % Abgaben leisten. Der Prozentanteil ist von der sogenannten Mehrwertsteuer-Eigenmittelbemessungsgrundlage zu leisten, für die zum Zwecke der Einheitlichkeit 1977 eine Richtlinie erlassen wurde. Diese Richtlinie enthält unter anderem detaillierte Angaben über Steuerbarkeit, Steuerpflichtigkeit und den Vorsteuerabzug. Sie ließ den Mitgliedstaaten wenig Spielraum für individuelle Anpassungen, denn Ziel war eine unionsweite Harmonisierung der Mehrwertsteuer-Abgaben. Bezüglich der Höhe der Steuersätze für die Umsatzsteuer haben die Mitgliedstaaten immer noch Raum für eigene Festlegungen, die sich allerdings an einem von der Mehrwertsteuersystemrichtlinie vorgegebenen Rahmen orientieren müssen. 2017 ergab sich ein Aufkommen durch die Mehrwertsteuer-Eigenmittel in Höhe von rund 17 Mrd. Euro, was circa 12,2 % der Gesamteinnahmen der EU ausmachte. Ein massiver Rückgang ist im Vergleich zum Jahr 1988 zu erkennen, in dem die Mehrwertsteuer-Eigenmittel noch 60 % der Einnahmen ausmachten. Das ist mit der inzwischen eingeführten Mehrwertsteuer-Bemessungsgrundlage zu begründen, die eine Senkung des Abgabensatzes für die Mitgliedstaaten zur Folge hatte. Anhand konkreter Zahlen ist festzustellen, dass die Union 2019 17,774 Mrd. Euro durch die Mehrwertsteuer-Eigenmittel eingenommen hat, 2020 17,344 Mrd. Euro und 2021 17,967 Mrd. Euro.